# Bryan, Ohio
Bryan là một thành phố thuộc quận Williams, tiểu bang Ohio, Hoa Kỳ. Năm 2010, dân số của thành phố này là 8545 người.

## Dân số
- Dân số năm 2000: 8333 người.
- Dân số năm 2010: 8545 người.